# Keukenhofmolen
De Keukenhofmolen is een stellingmolen op het terrein van de Keukenhof in de Nederlandse plaats Lisse. De molen is afkomstig uit Scharmer, waar hij in 1892 is gebouwd als poldermolen. Het was daar nog een grondzeiler. In 1957 is de molen verplaatst naar het terrein van de Keukenhof, als geschenk van de Holland-Amerika Lijn. In de Keukenhof heeft de molen alleen functie als sierobject. De molen kan draaien en heeft een vlucht van 17,90 meter. Hij is gedekt met dakleer.